# Санта-Росалия-де-Камарго
Санта-Росалия-де-Камарго (исп. Santa Rosalía de Camargo), также известный как Камарго (исп. Camargo) или Сьюдад-Камарго (исп. Ciudad Camargo) — город в Мексике, штат Чиуауа, административный центр муниципалитета Камарго. Численность населения, по данным переписи 2010 года, составила 40 221 человек.

## История
Первоначально поселение было основано в 1740 году миссионерами-францисканцами и названо Санта-Росалия в честь святой Розалии.
25 ноября 1797 года, после того как на поселение напали апачи, жители были вынуждены перенести его в место слияния рек Кончос и Флоридо, где и находится современный город. В 1897 году к названию было добавлено Camargo в честь инсургента в борьбе за независимость Мексики Игнасио Камарго.

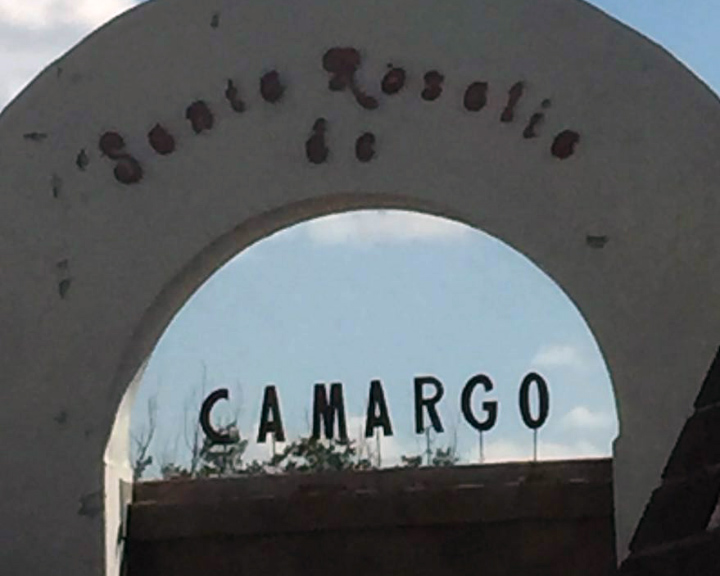
Стелла с названием